# Dirca
Genre
Dirca est un genre de trois ou quatre espèces de plantes à fleurs de la famille des Thymelaeaceae.

## Liste des espèces
- Dirca decipiens
- Dirca occidentalis - Dirca occidental
- Dirca palutris - Dirca des marais
- Dirca mexicana - Dirca du mexique